# スポールト

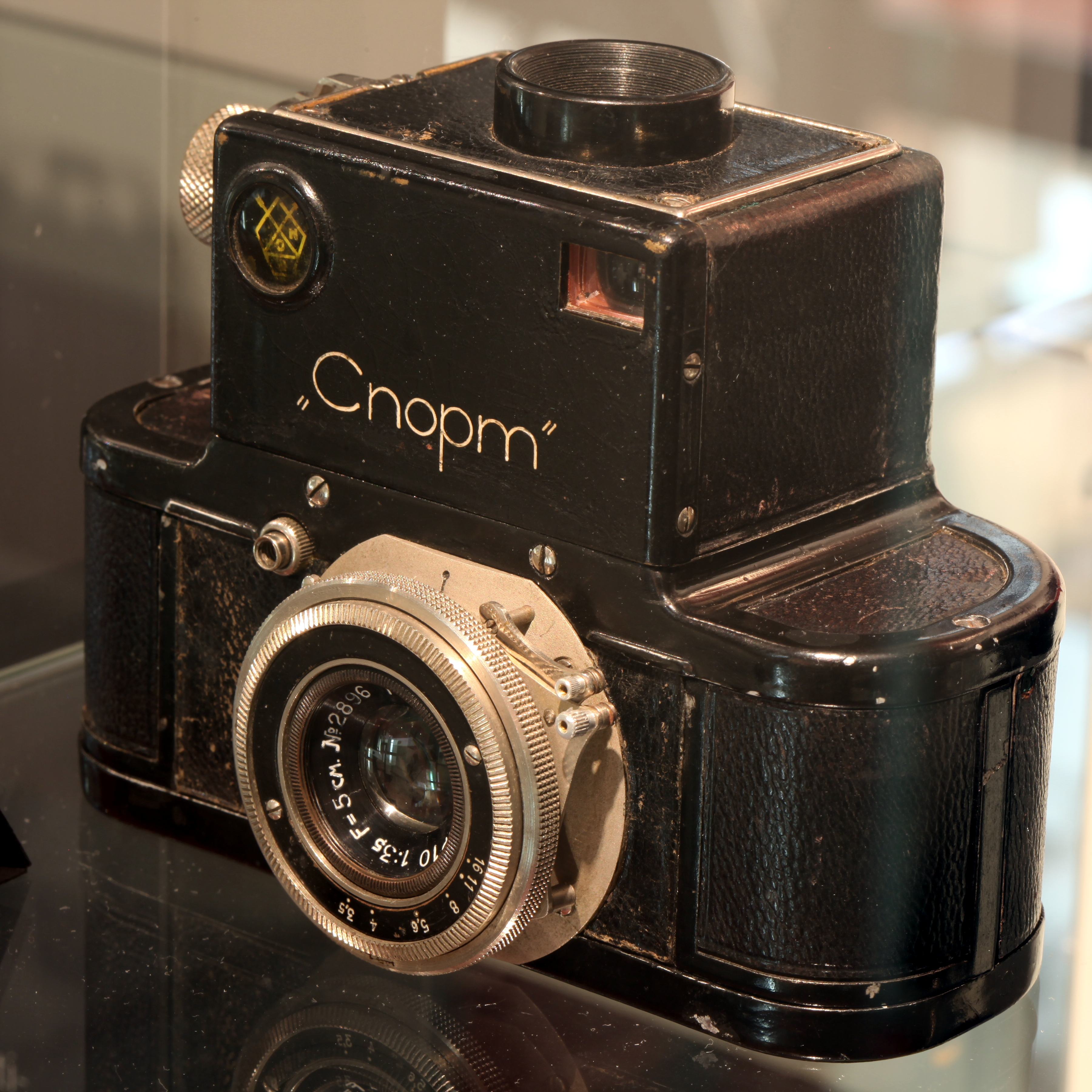
スポールト

スポールト（Sport（ロシア語: Спорт））は、1930年代にソビエト連邦のレニングラードにあった国営光学工場（Gosudarstvennyi Optiko-Mekhanicheskii Zavod（略称：GOMZ（ロシア語: ГОМЗ））で開発された一眼レフカメラ。

## 概要
1936年に発売された。35㎜フィルムを50枚まで撮影できる専用カートリッジに移し変えて使用する一眼レフカメラで、市販された35㎜一眼レフカメラとして最初期の製品の一つである。A. O. ゲルガー（A. O. Gelgar）が1934年から1935年にかけて設計開発したプロトタイプモデルのゲルベタ（Gelveta（ロシア語:Гельвета））を元に製造された。
シャッター速度は最高1/500秒から最低1/25秒まで変えることが可能で、2枚の金属板を使い、ミラーアップ時に先幕が閉じ、続いて後幕が縦走行する縦走りのフォーカルプレーンシャッターを備えていた。バヨネット式の交換レンズで標準レンズ用の透視式ファインダーも備え、1941年９月にレニングラード包囲戦で工場が被害を受けるまで、約16,000台が販売された。
歴史的に、ゾルキーやフェド、キエフなど、西側諸国の模倣品ばかりを生産していたソビエトのカメラ産業においては異色の存在だが、後継機種は開発されなかった。

## 構造
材質は板金でプレス成型の部品を組み合わせて出来ている。スポールトの特徴である縦走りシャッターは、金属製の平板を上下に2枚動かすことによってシャッター動作をさせる方式で、大きさを抑えるために金属平板の後幕をミラーボックスの底に潜り込ませるようにして格納する。シャッター速度はB、 1/25、1/50、1/100、1/200、1/500秒でシャッターのスリットは機械的に確定した状態で作動するので、他機種に比べシャッター秒時が安定していると考えられる。
レンズは交換可能だったが、３群４枚（テッサー型）のИ-10 1:3.5 F=5cmのみが確認されている。